# 70 Змієносця
70 Змієносця (лат. 70 Ophiuchi) — подвійна зіркова система в сузір'ї Змієносця, що перебуває на відстані в 16,6 світлового року від Сонця.
Обидві її зірки — помаранчеві карлики головної послідовности, спектральний клас першої — K1, другої — K5. Період обертання в цій системі становить 87,9 року.

## Найближчі зірки
Найближчими до 70 Змієносця є подвійна зірка Вольф 1055, розташована від нії завдальшки в 6,1 світлового року, та Альтаїр — 7,8 світлового року відповідно.